# ウェストケロウナ
ウェストケロウナ（West Kelowna）はカナダ、ブリティッシュコロンビア州南部にある都市。人口は3万6078人（2021年）。セントラル・オカナガン地域最大の都市ケロウナの西側に位置し、オカナガン湖を跨ぐ橋で結ばれている。